# حسني الحديدي
من أشهر مذيعي نشرة الأخبار بالإذاعة المصرية أواخر الاربعينات وحقبة الخمسينات. لقب بالمذيع الدينامو والصوت الذخير وكان مجرد سماع صوته بالإذاعة مقترن بأخبار هامة. تخرج في كلية الاداب وعين بالإذاعة عام 1947 وأصبح في عام 1949 أي بعد عامين فقط على درجة مذيع أول. كان جادا في عمله لدرجة الصرامة الشديدة مع تلاميذه من المذيعين تصل إلى درجة القسوة عندما يخطيء مذيع من تلاميذه واشتهر بسبع وصايا للمذيع الذي يريد أن يكون ناجحا: 
1- خفة الدم 
2- قوة الشخصية 
3- المعلومات الغزيرة 
4- الالتزام بالتعليمات 
5- الأعصاب القوية 
6- الاستعداد للحرمان من المتع الخاصة 
7- أن يكون الميكروفون هواية المذيع 
كان يؤمن أن من يقرأ القرآن الكريم بصوت مسموع هو أسهل الطرق لتقويم اللسان بالنطق السليم. اشتهر بجانب قراءة نشرة الأخبار ببرنامج حول الميكروفون واعد مسرحية مصرع كليوباترا لأحمد شوقي وذلك عام 1968 وكتب سيناريو فيلم «يا أخي المواطن» عام 1970.
توفي عام 1974